# Javoří (Jistebnice)
Javoří (německy Jaworsch, dávněji Javořice) je malá vesnice, část města Jistebnice v okrese Tábor v Jihočeském kraji. Nachází se asi 4,5 kilometru severně od Jistebnice a tři kilometry jihovýchodně od Javorové skály (723 metrů). Javoří leží v katastrálním území Cunkov o výměře 3,45 km².

## Historie
První písemná zmínka o vesnici pochází z roku 1379.

## Obyvatelstvo
| Rok            | 1869 | 1880 | 1890 | 1900 | 1910 | 1921 | 1930 | 1950 | 1961 | 1970 | 1980 | 1991 | 2001 | 2011 | 2021 |
| -------------- | ---- | ---- | ---- | ---- | ---- | ---- | ---- | ---- | ---- | ---- | ---- | ---- | ---- | ---- | ---- |
| Počet obyvatel | 43   | 33   | 37   | 35   | 30   | 27   | 27   | 17   | 16   | 19   | 19   | 14   | 14   | 12   | 8    |
| Počet domů     | 5    | 5    | 5    | 5    | 5    | 5    | 5    | 5    | 5    | 4    | 4    | 6    | 6    | 5    | 6    |

## Obecní správa
Při sčítání lidu v letech 1850–1959 Javoří bylo osadou obce Jetřichovice v okrese Sedlčany. Od roku 1960 je částí města Jistebnice v okrese Tábor.

## Galerie

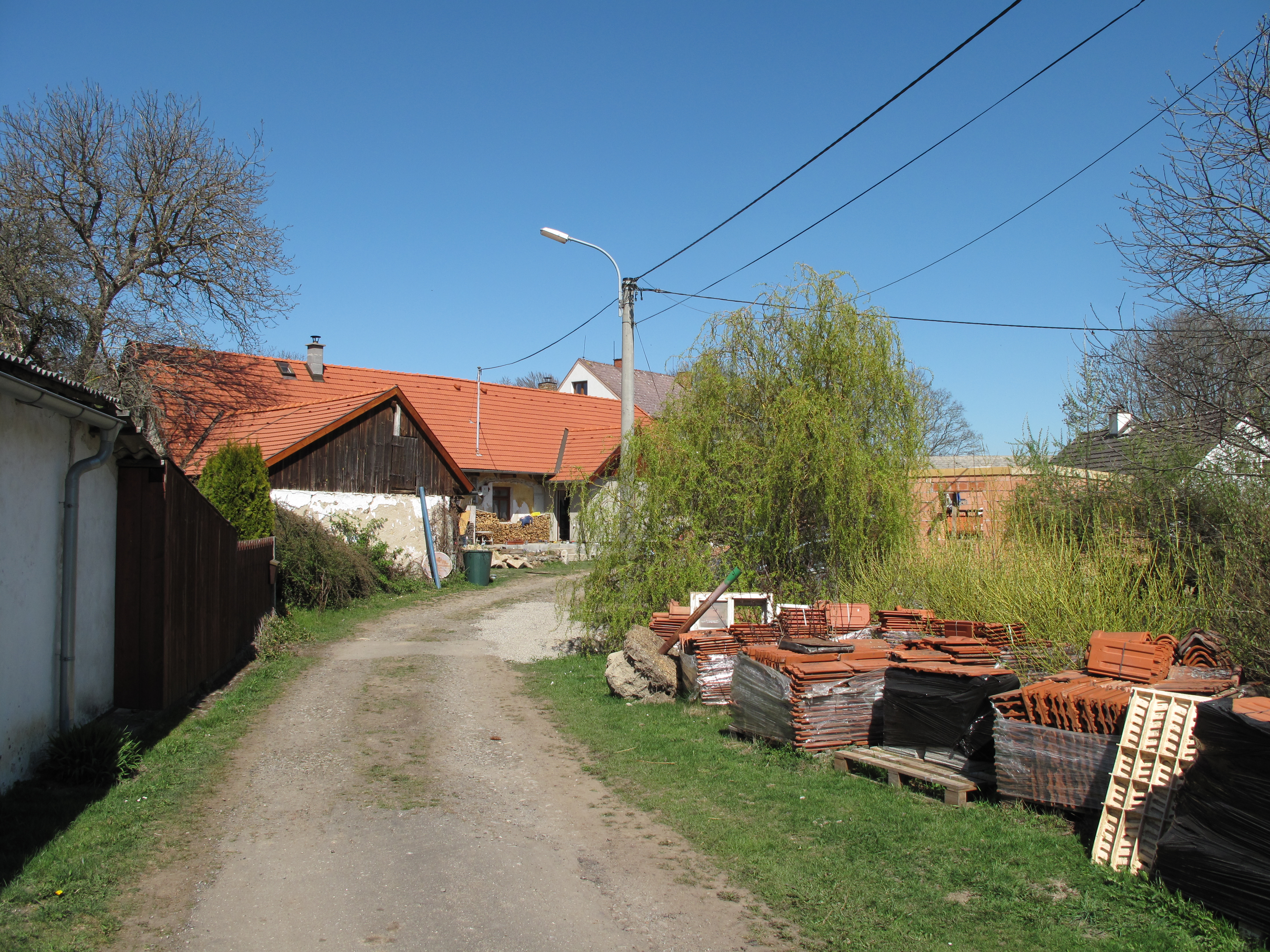
Cesta
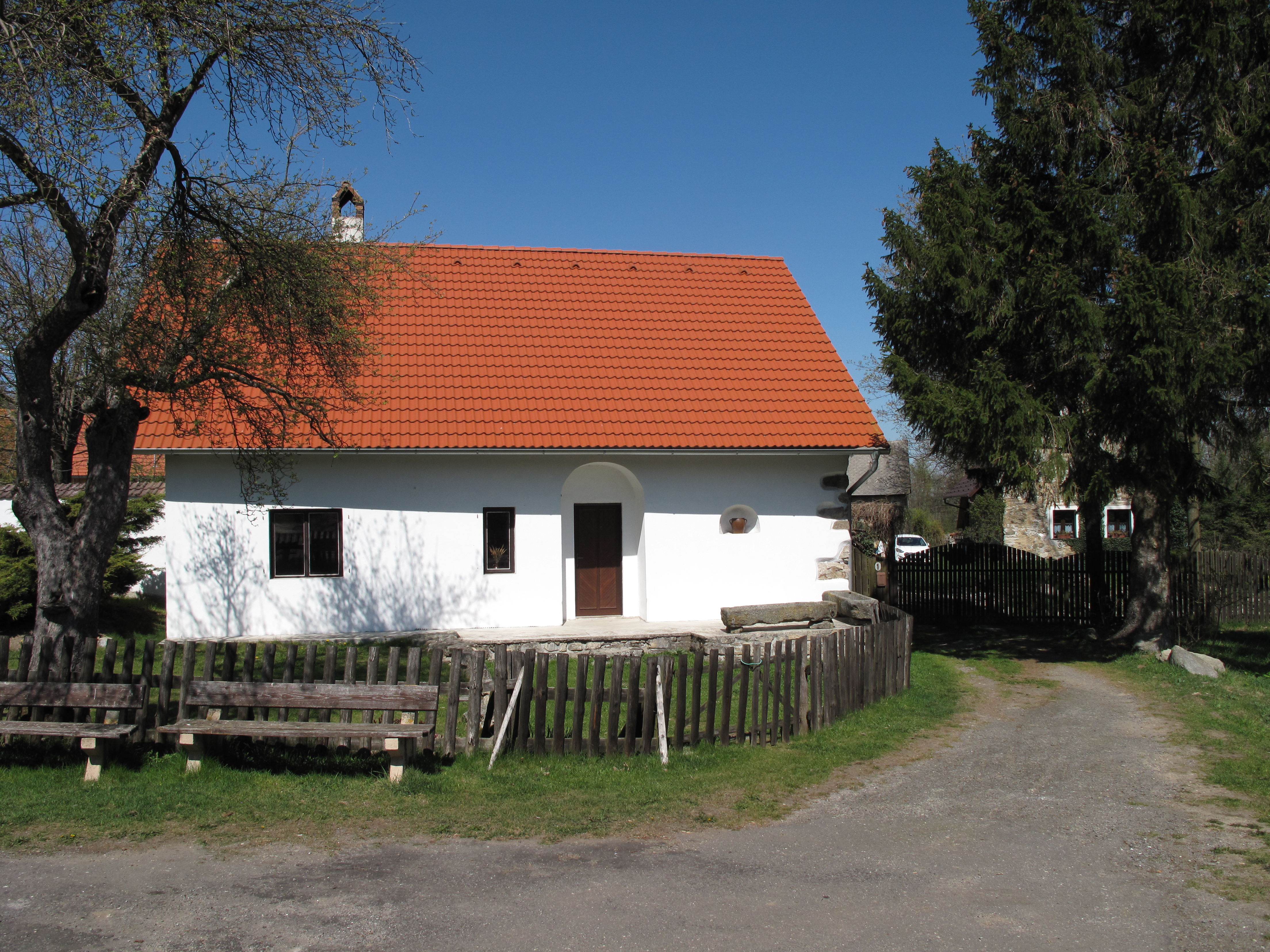
Dům na návsi
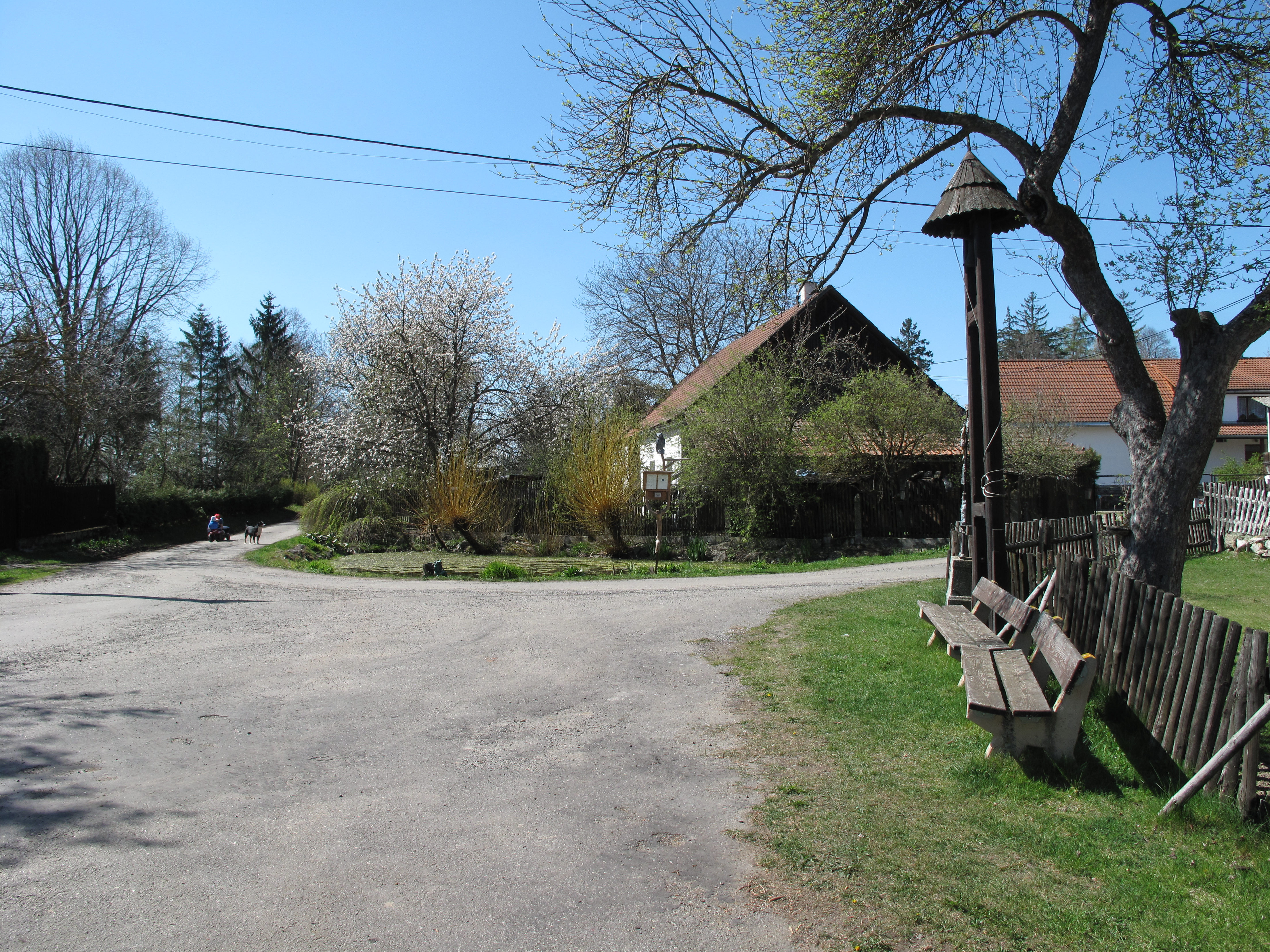
Část návsi (jaro 2019)